# کیلوکدارا
کیلوکدارا (به لاتین: Kelokedara) یک منطقهٔ مسکونی در قبرس است که در ناحیه پافوس واقع شده‌است.

## خصوصیات
کیلوکدارا  ۲۲۷ نفر جمعیت دارد.